# フィリプ・ムルズリャク
フィリプ・ムルズリャク（Filip Mrzljak、1993年4月16日 - ）は、クロアチア・ザグレブ出身のサッカー選手。ロシアサッカー・プレミアリーグ・FCウファ所属。ポジションはDF。